# Große Synagoge (Starokostjantyniw)

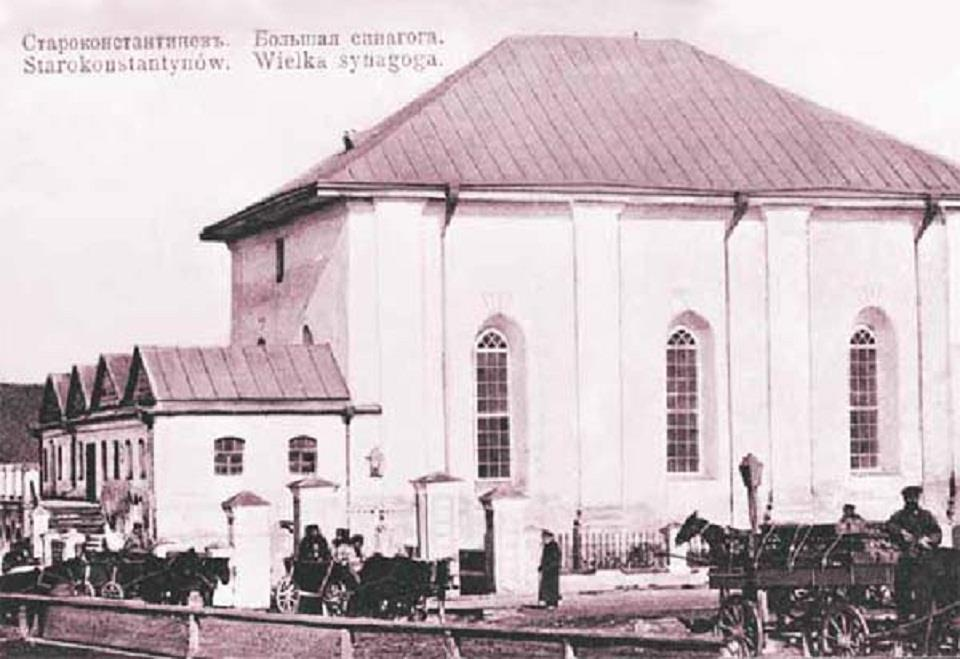
Große Synagoge (1900)

Die Große Synagoge in Starokostjantyniw, einer Stadt in der Oblast Chmelnyzkyj in der Ukraine, wurde höchstwahrscheinlich in der ersten Hälfte des 17. Jahrhunderts gebaut und existierte bis zum Zweiten Weltkrieg.

## Geschichte
Die Synagoge, erbaut in der ersten Hälfte des siebzehnten Jahrhunderts, wurde in der zweiten Hälfte der 1930er Jahre von den sowjetischen Behörden geschlossen und geplündert.
Im Zweiten Weltkrieg wurde das Gebäude dann von den deutschen Besatzern zerstört.

## Architektur
Zu der Struktur liegen nur wenige Informationen vor, die sich aus Zeichnungen und Fotos ergeben.
Vermutlich wurde ursprünglich nur die rechteckige Haupthalle mit einem Walmdach errichtet, wobei die Ost-West-Achse länger war. Vom ebenerdigen Eingang führten einige Stufen in den tieferliegenden Raum.
Später wurden an der Westseite niedrigere Gebäude angebaut, die auf dieser Seite die Fenster nahezu verdeckten.
Die Fenster (je drei im Süden und wohl auch im Norden, sowie zwei in Osten und Westen) waren schmal und lang und hatten einen Spitzbogen. Zwischen und oberhalb der zwei Fenster an der Ost- und Westseite war ein Okulus.
Der hohe Toraschrein war dreistöckig und mit Holzschnitzereien reich verziert.
Die oktogonale Bima wurde von einer eisernen Balustrade umgeben und stammte wohl aus dem 19. Jahrhundert.